# رون كيفيل
رون كيفيل (بالإنجليزية: Ron Kiefel)‏ مواليد 11 أبريل 1960 في دنفر، هو دراج أمريكي سابق في صنف سباق الدراجات على الطريق. سبق أن شارك في دورة الألعاب الأولمبية الصيفية وفاز بميدالية أولمبية.

## سجل النتائج

### سباقات أو مراحل فاز بها
- طواف إيطاليا

## الميداليات
| الميدالية | المسابقة                       |
| --------- | ------------------------------ |
| برونزية   | الألعاب الأولمبية الصيفية 1984 |

## روابط خارجية
- رون كيفيل على موقع أرشيف الدراجات (الإنجليزية)
- رون كيفيل على موقع إحصائيات الدراجات الإحترافية (الإنجليزية)
- رون كيفيل على موقع CycleBase (الإنجليزية)
- رون كيفيل على موقع أوليمبيديا (الإنجليزية)